# Hantec Markets
Hantec Markets Limited（ハンテック・マーケッツ・リミテッド）は、2009年に設立されたグローバルな金融サービス企業である。多国籍企業であるHantec Groupの一員として運営されている。同社は、外国為替、商品、貴金属、暗号資産など複数の資産クラスにわたる差金決済取引（CFD取引）を含む取引サービスを提供している。

## 沿革
Hantec Marketsは、2009年にBashir NurmohamedおよびTang Yu Lapによって、Hantec Groupの事業拡大の一環として設立された。Hantec Group自体は1990年にTang Yu Lapにより香港で設立された。Hantecブランドは、これまでに複数のライセンスを取得している。2002年には香港金銀業貿易場のライセンスを取得し、2007年には日本の金融庁（FSA）によって認可された。さらに2008年には、オーストラリア証券投資委員会（ASIC）のライセンスも取得している。
Hantec Marketsは、当初は英国における認可金融サービスの提供に注力し、2009年には英国金融行動監視機構（FCA）からライセンスを取得。2015年には、モーリシャス共和国に法人として登録され、同国の金融サービス委員会（FSC）よりライセンスを取得。ラテンアメリカ、アフリカ、アジアへのグローバルな事業展開を開始した。これに伴い、2017年にはナイジェリア、2019年にはタイ、2022年にはチリに主要な拠点を設立し、各地域でのサービス拡充を図っている。
2023年、Hantec Marketsは業界内で複数の賞を受賞。グローバル・フォレックス・アワードでは「最も透明性の高いブローカー・グローバル」および「最も信頼できるブローカー・アフリカ」を受賞した。同社はまた「ベスト・ブローカー・アジア」に選ばれ、同じイベントで「ベスト・トレーディング・エクスペリエンス・ラテンアメリカ」および「最も信頼できるブローカー・ラテンアメリカ」の評価を受けた。さらに、UF Awards APACからは「最も信頼できるブローカー・アジア」として、Forex Expo Dubaiからは「ベスト・プロバイダー・オブ・トレーダーズ・ファンド・セキュリティ・グローバル」として表彰された。

## 事業内容
Hantec Marketsは、Hantec Groupの子会社として運営されている。外国為替、株価指数、貴金属、株式、商品、暗号資産など、複数の資産クラスにわたるCFD（差金決済取引）を、デスクトップ、モバイル、ウェブプラットフォームを通じて提供している。近年、同社は著名なブランドスポンサーシップを展開しており、2022年にはHaas F1チームのスポンサーを務めたほか、2025年にはアトレティコ・マドリードおよびフォルタレーザECとのスポンサー契約も締結している。2024年には、株式または指数を組み合わせて取引できるCFDペアトレーディング機能を導入し、トレーダーに新たな取引手法を提供した。これに続いて2025年には、AIによるリアルタイムの市場分析および取引シグナルツール「InsightPro」を発表し、Forex Brokers Awards 2025において「ベスト・トレーディング・ツール賞」を受賞している。また、プロトレーダーの取引をコピーできるコピー取引プラットフォーム「Hantec Social」や、2023年にリリースされたモバイル取引アプリ「Hantec Mobile」も提供している。

## 事業展開
Hantecブランドは、英国、オーストラリア、日本、香港、モーリシャスを含む複数の主要管轄区域で規制を受けている。同社は英国、モーリシャス、タイ、ナイジェリア、チリにオフィスを設置している。グローバルな従業員数は500名を超え、ラテンアメリカ、アフリカ、アジアで事業を展開している。Hantec Marketsの経営陣には、最高経営責任者（CEO）のBashir Nurmohamed、最高執行責任者（COO）のNader Nurmohamed、最高コンプライアンス責任者（CCO）のHayel Abu Hamdanが就任している。また同社は、2024年にブラジルおよびタイで発生した水害の際に赤十字社を支援するなど、慈善活動にも積極的に取り組んでいる。